# Añinos
Se llaman añinos o añinas a las pieles con su lana de los corderos que no llegan a un año y que han sido adobadas por los curtidores.
El término «añinos» está especialmente consagrado para las pieles de corderos de Europa porque en el comercio de Asia, las pieles así preparadas, que conservan su lana, se llaman «corderos». El rizado de esta lana es corto, pero el pelo está muy pegado a la piel, es muy suave y conserva por largo tiempo su hermoso lustre.
Tartaria abastecía estos corderos, que eran de gran precio y muy estimados y también se recibían de Persia. Los Tártaros Calmucos y todas las poblaciones que traficaban en las orillas del Volga suministraban al comercio esos corderos de que los rusos hacían mucho caso como forro. Por lo común, eran de un hermoso negro y en general, de esta especie de piel es de la que los manguiteros de París echaban mano para los guantes de invierno y forros de las chupas de conductores de diligencias, correos, postillones, etc. Los corderos de Persia, conocidos bajo el nombre de Corderos de Astracán, eran generalmente grises y de más hermosa lana aun que los de Tartaria: servían principalmente, tanto en Moscú como en París y demás puntos, para guarnecer gorras y tampoco era raro ver algunas esclavinas forradas de esta hermosa piel.
En cuanto a los añinos de Europa servían para guarnecer interiormente las medias de las personas afectadas de gota y también se forran con ellos los cubrepiés. Las nodrizas los emplean aplicados sobre el vientre de las criaturas para tener a éstas calientes y para impedir que se ensucien, etc. Pero el mayor consumo es en la manguitería, para hacer zamarras o chaquetas de piel, caparazones para las caballerías, para guarnecer zuecos, forrar zapatos de orillo, etc.